# Prêmio Lagrange da Fundação CRT
O Prêmio Lagrange da Fundação CRT (em italiano:  Premio Lagrange Fondazione CRT, em inglês:  Lagrange-CRT Foundation Prize), denominado em memória de Joseph-Louis Lagrange, é uma condecoração concedida pela fundação Cassa di Risparmio di Torino (CRT) e acompanhada cientificamente pelo Institute for Scientific Interchange (ISI) por conquistas de destaque em complexidade computacional. Este prêmio internacional e interdisciplinar é concedido anualmente em Turim a pesquisadores com idade não superior a 50 anos. O valor monetário do prêmio é de 50 mil euros.

## Recipientes
- 2008 Yakov Sinai e Brian Arthur
- 2009 Giorgio Parisi
- 2010 James Collins
- 2011 Albert-László Barabási
- 2012 Lada Adamic e Xavier Gabaix
- 2013 Duncan Watts
- 2014 Mark Newman
- 2015 Panos Ipeirotis e Jure Leskovec[3]
- 2016 John Brownstein
- 2017 Danielle S. Bassett[4]